# 陈成达
陈成达（1929年—2022年3月24日），本名陈志刚，上海人，是中国已退休的著名足球主教练和足球管理官员。
陈成达16岁起即先后在上海联星队和由著名裁判邓效良组织的上海精武队效力，之后考入了圣约翰大学，从上海学联队、上海市队、华东区队，成为中华人民共和国第一代国家足球队队员。1957年，他接替上海籍主教练戴麟经成为国家队主教练，至1963年卸任。之后进入国家体委足球处工作，曾担任足球处处长和中国足协秘书长、河北队主教练。
此后陈成达在各层次上代表中国足球，先被选为亚足联副主席、技术委员会主任，后被国际足联任命为技术委员会委员，1994年接受了国际足联荣誉奖（FIFA Order of Merit），是第一个受此殊荣的中国人。